# Hoodia juttae
Hoodia juttae är en oleanderväxtart som beskrevs av Moritz Kurt Dinter. Hoodia juttae ingår i släktet Hoodia och familjen oleanderväxter. Inga underarter finns listade i Catalogue of Life.